# 福斯廣場

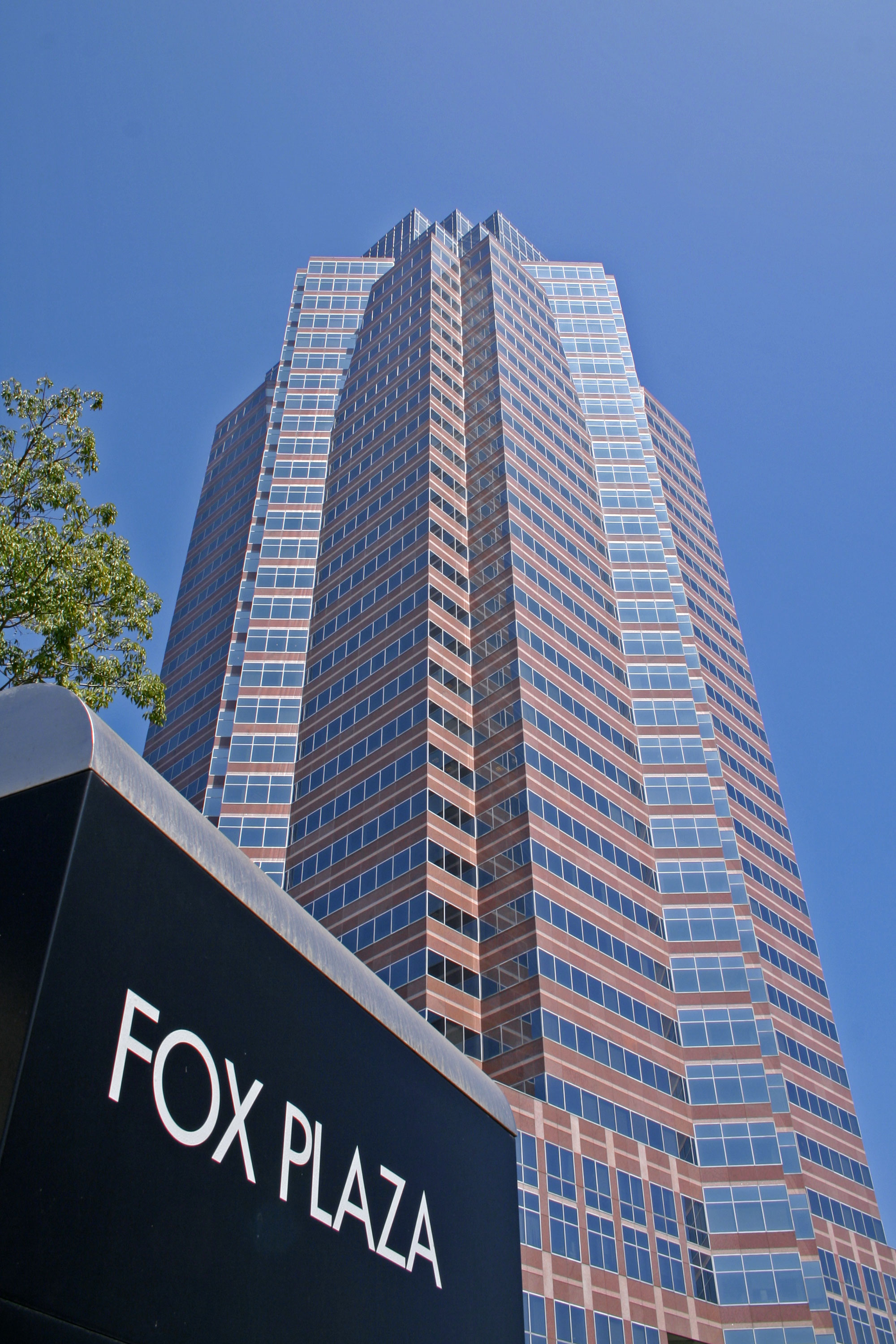
福斯廣場

福斯廣場（英語：Fox Plaza）是美國加利福尼亞州洛杉磯世紀城的一座摩天大樓。這座建築由歐文公司所有。福斯廣場竣工於1987年。美國前總統羅納德·雷根在卸任後曾將辦公室開設在這座大樓的頂層（34樓）。現在該建築的頂層由20世紀福斯公司使用。

## 外部連結
- Fox Plaza Century City at the Irvine Company